# Українсько-науруанські відносини
Українсько-науруанські відносини — відносини між Україною та Республікою Науру. Між країнами досі не встановлено дипломатичних відносин.
Інтереси громадян України в Республіці Науру захищає Посольство України в Австралії.

## Історія
У 2003 р. Науру приєдналась до Спільної заяви делегацій держав-членів ООН з нагоди 70-ї річниці Голодомору в Україні 1932-33 рр.
Науру утрималась під час голосування резолюцію ГА ООН «Територіальна цілісність України» від 27.03.2014 р., а також резолюцій "Ситуація з правами людини в АРК" у 2016-2021 рр. та резолюцій "Проблема мілітаризації АРК" у 2018-2020 рр. (у 2021 р. — не голосувала).
Після початку повномасштабної збройної агресії Росії проти України Науру підтримала більшість українських резолюцій в ГА ООН, а також приєдналась до колективних заяв Форуму тихоокеанських островів щодо ситуації в Україні, які містили засудження вторгнення Росії та порушення суверенітету і територіальної цілісності України, заклик до РФ припинити спробу незаконної анексії українських територій, забезпечити деескалацію ситуації та вивести російські війська за лінію міжнародно визнаних кордонів України.

## Торгівля
За підсумками 2021 року обсяг торгівлі товарами між Україною та Науру склав 4,7 тис. дол. США (український імпорт). Основні статті імпорту - насіння і плоди олійних рослин.